# Исторический музей Сармьенто
Исторический музей Сармьенто (исп. Museo Histórico Sarmiento) — исторический музей в районе Бельграно, в Буэнос-Айресе. Музей посвящён истории Аргентины, в частности т. н. «Поколению 80-х годов» (1880—1916) и жизни президента Аргентины в 1868—1874 годах Доминга Фаустина Сармьента, писателя и политического деятеля. Кроме этого в музее находятся экспозиции, посвящённые литературным произведениям преемника Сармьента Николаса Авельянеды и революции, вызванной федерализацией Буэнос-Айреса в 1880 году, когда национальному правительству пришлось отказаться от своего местоположения в центре Буэнос-Айреса и переехать в здание в Бельграно, тогда на окраине города, где сегодня и находится музей.

## Здание
Здание музея было построено в итальянском стиле в 1873 году по проекту Хуана Антонио Бускьяццо, одного из итальянских архитекторов, привезённых в середине XIX века в Аргентину Бернардино Ривадавией. В своё время здесь располагались исполнительные, законодательные и судебные органы федерального правительства, когда им пришлось покинуть Буэнос-Айрес. Национальный конгресс собрался на самое крупное из них, когда они объявили Буэнос-Айрес столицей страны при президенте Авельянеды. В конце гражданской войны в этом здании был подписан Закон о федерализации. В связи с этим событием он был объявлен национальным историческим памятником.
В 1938 году к 50-летию со дня смерти Сармьенто федеральное правительство превратило его в музей. 28 июля 1938 года особняк был передан президентским указом тогдашнего президента Роберто Марии Ортиса по предложению тогдашнего главы Комиссии по историческим музеям Рикардо Левене.

## Коллекция
В музее представлены некоторые вещи Сармьенто. В 1913 году внуки передали в коллекцию и другие его предметы. В коллекцию музея также входят мебель и наборы столовых приборов, полученные президентом во время путешествий.

## Залы

### Комната Сармьенто
Зал используется для временных выставок. В комнате находится портрет Сармьенто кисти его внучки Евгении Белин Сармьенто и экспозиции с различными предметами повседневного обихода.

### Спальня
В этом зале в хронологическом порядке отображается период с 1811 по 1841 год. Здесь расположена викторианская мебель из дома Сармьенто в Буэнос-Айресе.

### Гостиная
В зале находится ещё один портрет президента, также выполненный его внучкой Евгенией Белин Сармьенто, некоторые личные вещи президента.

### Факундо
Экспозиция, посвящённая книге Сармьенто «Цивилизация и варварство. Жизнеописание Хуана Факундо Кироги» (1845; исп. Facundo: Civilización y Barbarie). Здесь представлены старые издания книги, а также копии переводных изданий на других языках.

## Галерея
- Вид на фасад музея и экспозиция